# 笑う招き猫
『笑う招き猫』（わらうまねきねこ）は、山本幸久による日本の長編小説。2003年に第16回小説すばる新人賞を受賞した作者のデビュー作である。2006年に第2回酒飲み書店員大賞受賞作。この小説を原作としてテレビドラマが毎日放送のドラマイズム枠にて2017年3月20日から4月17日まで放送された。同年4月29日には映画化作品が公開された。

## あらすじ
ヒトミとアカコのふたりは漫才コンビを組み、女漫才師として練習に励む。苦労性のヒトミと天衣無縫なアカコ、性格も境遇も異なる二人であるが、“本物の漫才師"目指して努力奮闘を繰り返してゆく。

## 登場人物
ヒトミ
高城ヒトミは大学時代に知り合ったアカコから、漫才コンビを組まないかと誘われ、会社を退社しアカコと漫才コンビを組むことにる。漫才ではツッコみ役。原作ではヒトミは170cm以上の大きな女の子としているが、映像作品では異なる。
アカコ
本田アカコは、代々木公園のフリーマーケットで招き猫を売りながら似顔絵を描いては歌を歌いそれらを売っていたところ、招き猫を売りながら似顔絵を描いては歌を歌いそれらを売っていたところ、たまたま通り掛かったヒトミに招き猫を売りつけたことで再会する。大学でヒトミと仲を深めていたアカコは、ヒトミを漫才に誘い、2人はコンビを組むことになる。 金髪に派手な格好をしている。原作ではアカコは小さくてふくよかな女の子としているが、映像作品では異なる。
蔵前 真吾
アカコの幼馴染。アカコとヒトミがYouTubeに動画を上げる手伝いをすることになる。
大島 洋次
同じく、アカコの幼馴染。真吾と同じく、YouTubeに動画を上げる手伝いをしている。
和田 栄
ヒトミの大学時代の先輩。
土井 亮
同じくヒトミ・アカコの先輩。
草野 崇
ヒトミの元彼。
先輩芸人「きんぴら」平田 豊・金田 保
ヒトミ・アカコたちと敵対する。
永吉 悟
ヒトミ・アカコの担当マネージャー。芸能事務所「ゴールドラッシュ」社員。
岩倉 丈治
ヒトミ・アカコの所属する芸能事務所「ゴールドラッシュ」の社長。
高城 仁
ヒトミの父。
高城 美子
ヒトミの母。

## 書誌情報
山本幸久によるデビュー作の長編小説で、2003年に小説すばる新人賞に応募した作品。当初の題名は『アカコとヒトミと』であったが、最終選考の時に現在の題名に改題することとにした。初出は雑誌『小説すばる』2003年12月号で、作品の一部分が掲載された。
- 山本幸久『笑う招き猫』集英社、2004年1月5日発売、1月10日発刊[2]、ISBN 978-4-08-774681-5 国立国会図書館書誌ID:000004329131 NCID BA66125215 全国書誌番号:20534596

装画：カネコアツシ、装丁：池田進吾
- - 文庫：集英社文庫、2006年1月20日、ISBN 978-4-08-746006-3、解説：ラーメンズ 片桐 仁
  - Web書籍・デジタル版、集英社、2015年1月30日

## 実写作品
2017年にドラマと映画の全2部作で実写化が行われた。同時期の制作撮影であり、キャストとスタッフは同一である。
主演は清水富美加と松井玲奈のダブル主演。

### キャスト
- 高城 ヒトミ - 清水富美加
- 本田 アカコ - 松井玲奈
- 蔵前 真吾 - 落合モトキ
- 大島 洋次 - 荒井敦史
- 和田 栄 - 浜野謙太
- 土井 亮 - 前野朋哉
- 草野 崇 - 稲葉友
- 平田 豊（きんぴら）- 中西茂樹（なすなかにし）
- 金田 保（きんぴら）- 那須晃行（なすなかにし）
- 上杉 慎太 - 犬飼直紀
- 安達 泉 - 森田想
- 小松 晴一 - 諏訪太朗
- 中沢 幸子 - 岩井堂聖子
- 権田 - 嶋田久作
- 谷 博信 - 市川しんぺー
- 三上 - 中村倫也
- 永吉 悟 - 角田晃広（東京03）
- 岩倉 丈治 - 岩松了
- 高城 仁 - 菅原大吉
- 高城 美子 - 戸田恵子

その他の出演者
- 前原滉
- 裴ジョンミョン
- 加村真美
- 日向寺雅人
- 北村優衣
- 中村僚志
- 伊藤沙莉
- 馬渕英里何
- 平沼紀久
- 三日月マンハッタン、ブリキカラス、ゴッホ向井ブルー、トムソーヤ、トーキョーハコクラブ、トチギフ、じなんぼ〜いず、

餅田コシヒカリ、みよこ、ピーマンズスタンダード、コーヒールンバ、南国バカンス、ジョリー惑星、ガール座、
青年タイアップ、セバスチャン、たぬきごはん、さんびーち、三個目のミス、キャメルトロフィー、ヒコロヒー、ハイスクール

### スタッフ
- 原作 - 山本幸久『笑う招き猫』（集英社文庫刊）
- 監督 - 飯塚健
- 脚本 - 飯塚健
- 主題歌 - Mrs. GREEN APPLE「どこかで日は昇る」（ユニバーサル ミュージック合同会社 / EMI Records）
- 編集 - 飯塚健
- 漫才監修 - なすなかにし
- 制作プロダクション - ダブ
- プロデューサー - 和田有啓、尹楊会、柴原祐一
- 音楽 - 海田庄吾
- 撮影 - 山崎裕典
- 照明 - 岩切弘治
- 録音 - 田中博信
- 美術 - 吉田敬
- 美術進行 - 佐々木伸夫
- 編集 - 川村紫織
- 衣裳 - 白石敦子
- ヘアメイク - 内城千栄子
- VFXスーパーバイザー - 小坂一順
- スクリプター - 石川愛子
- 音響効果 - 松浦大樹
- キャスティング - 原谷亜希子
- 助監督 - 杉岡知哉
- 制作担当 - 濱松洋一
- ラインプロデューサー - 篠宮隆浩
- 製作著作 - 「笑う招き猫」製作委員会（DLE、MBS、キングレコード、集英社、ユニバーサルミュージック&EMIアーティスツ、カラーバード、システムサービス、ROGue entertainmet、アクティブ·シネ·クラブ、ダブ）

### テレビドラマ
小説を原作とした同名のテレビドラマが2017年3月20日から4月17日まで毎日放送の制作により、TBSをはじめとする同系列局の一部で放送のドラマイズム枠にて放送された。全4話。

#### 放送日程
| 話数  | 放送日  | 放送日  |
| 話数  | MBS     | TBS     |
| ----- | ------- | ------- |
| 第1話 | 3月20日 | 3月22日 |
| 第2話 | 3月27日 | 3月29日 |
| 第3話 | 4月03日 | 4月05日 |
| 第4話 | 4月17日 | 4月12日 |

#### ネット局
| 放送期間                | 放送日時                     | 放送局     | 放送対象地域 | 備考              |
| ----------------------- | ---------------------------- | ---------- | ------------ | ----------------- |
| 2017年3月20日 - 4月17日 | 月曜 0:50 - 1:20（日曜深夜） | 毎日放送   | 近畿広域圏   | 製作局            |
| 2017年3月22日 - 4月12日 | 水曜 1:28 - 1:58（火曜深夜） | TBSテレビ  | 関東広域圏   | 最終話のみ5日先行 |
| 2017年3月27日 - 4月24日 | 月曜 1:20 - 1:50（日曜深夜） | 静岡放送   | 静岡県       |                   |
| 2017年4月3日 - 5月1日   | 月曜 0:50 - 1:20（日曜深夜） | 北海道放送 | 北海道       |                   |

| 毎日放送・TBS ドラマイズム | 毎日放送・TBS ドラマイズム | 毎日放送・TBS ドラマイズム             |
| 前番組                     | 番組名                     | 次番組                                 |
| -------------------------- | -------------------------- | -------------------------------------- |
| ホクサイと飯さえあれば     | 笑う招き猫                 | ファイナルファンタジーXIV 光のお父さん |

### 映画
2017年4月29日公開。